# Allyson Aires dos Santos
Allyson Aires dos Santos (* 23. Oktober 1990 in São Paulo) ist ein brasilianischer Fußballspieler.

## Karriere
Allyson begann seine Karriere bei Grêmio Barueri. Zur Saison 2014 wechselte der Innenverteidiger zum Independente FC. Im Sommer 2015 wechselte er nach Israel zum Erstligisten Maccabi Petach Tikwa.
Sein Debüt in der Ligat ha’Al gab er im August 2015, als er am ersten Spieltag der Saison 2015/16 gegen Maccabi Netanja in der Startelf stand und in der 80. Minute durch Hagay Goldenberg ersetzt wurde. Mit Petach Tikwa konnte Allyson 2016 den Ligapokal gewinnen. Zu Saisonende hatte der Brasilianer 28 torlose Einsätze zu Buche stehen.
Zur Saison 2017/18 wechselte er zum Ligakonkurrenten Maccabi Haifa, bei dem er einen Dreijahresvertrag erhielt. Ein Jahr vor Vertragsende gong er zu Bnei Jehuda, wo ihm am 12. September 2020 das bislang einzige Tor seiner Karriere gelang. Seit Sommer 2021 ist Aires dos Santos für den türkischen 1. Lig-Club Bandırmaspor im Einsatz.